# Mighty Morphin: Alien Rangers
Az Alien Rangers című műsor egy évadot élt meg 10 epizóddal. 1996. február 5-től 1996. február 17-ig ment. Amerikában eredetileg a fox Kids vetítette., Magyar bemutató ismeretlen. Magyarországon Msat televizió vetítette 1994. szeptember 16.-ig 1999. szeptember 24.-ig ment Msat televizó leadta 1-3.évadig és a Mighty Morphin Alien Ranger megszűnt. A Netflix-en is látható sajnos még Magyar szinkronosan nincs fent és nem elérhető Magyarországon.

## Szereplők

### Főszereplő (Alien Rangers csapat)
| Szerep                           | Színész       | Magyar hang |
| -------------------------------- | ------------- | ----------- |
| Delphine / Fehér Aquitiar Ranger | Rajia Baroudi | ?           |
| Aurico / Vörös Aquitiar Ranger   | David Bacon   | ?           |
| Cestro / Kék Aquitiar Ranger     | Karim Prince  | ?           |
| Corcus / Fekete Aquitiar Ranger  | Alan Palmer   | ?           |
| Tideus / Sárga Aquitiar Ranger   | Jim Gray      | ?           |

### Mellékszereplők
| Szerep                   | Színész                       | Magyar hang |
| ------------------------ | ----------------------------- | ----------- |
| Zordon                   | Robert L. Manahan (hang)      | ?           |
| Alpha 5                  | Richard Steven Horvitz (hang) | ?           |
| fiatal Rocky DeSantos    | Michael J O’Laskey II         | ?           |
| fiatal Billy Cranston    | Justin Timsit                 | ?           |
| fiatal Adam Park         | Matthew Sakimoto              | ?           |
| fiatal Aisha Campbell    | Sicily                        | ?           |
| fiatal Tommy Oliver      | Michael R. Gotto              | ?           |
| fiatal Katherine Hillard | Julia Jordan                  | ?           |
| Bulk (fiatal)            | Justin Cody Slaton            | ?           |
| Skull (fiatal)           | Ross J. Samya                 | ?           |
| Bulk (felnőtt)           | Paul Schrier                  | ?           |
| Skull (felnőtt)          | Jason Narvy                   | ?           |
| Tanya Sloan (fiatal)     | Lasean Davis                  | ?           |
| Tanya Sloan (felnőtt)    | Nakia Burrise                 | ?           |

### Gonosztevők
| Szerep       | Színész                                      | Magyar hang |
| ------------ | -------------------------------------------- | ----------- |
| Master Vile  | Simon Prescott                               | ?           |
| Rita Repulsa | Carla Perez (színész) Barbara Goodson (hang) | ?           |
| Rito Revolto | Bob Papenbrook (hang)                        | ?           |
| Lord Zedd    | Robert Axelrod (hang)                        | ?           |
| Goldar       | Kerrigan Mahan (hang)                        | Varga Tamás |
| Finster      | Robert Axelrod (hang)                        | ?           |
| Squatt       | Michael Sorich (hang)                        | ?           |
| Baboo        | Dave Mallow (hang)                           | ?           |

### Szörnyek
| Szerep | Színész | Magyar hang |
| ------ | ------- | ----------- |
|        | (hang)  | ?           |

## Magyar változat
A szinkront az ? készítette.
- Magyar szöveg:
- Vágó:
- Hangmérnök:
- Operatív vezető:
- Szinkronrendező:
- Produkciós vezető:

További magyar hangok:

## Epizód

#### 1. évad (1996)
| Sor. | Év. | Cím                                          | Rendező          | Író                              | Premier           |
| ---- | --- | -------------------------------------------- | ---------------- | -------------------------------- | ----------------- |
| 146. | 1.  | , 1.rész (Alien Rangers of Aquitar, Part I)  | Vickie Bronaugh  | Shuki Levy & Shell Danielson     | 1996. február 5.  |
| 147. | 2.  | , 2.rész (Alien Rangers of Aquitar, Part II) | Vickie Bronaugh  | Shuki Levy & Shell Danielson     | 1996. február 6.  |
| 148. | 3.  | Climb Every Fountain                         | Larry Litton     | Douglas Sloan                    | 1996. február 7.  |
| 149. | 4.  | The Alien Trap                               | Larry Litton     | Stewart St. John                 | 1996. február 8.  |
| 150. | 5.  | Attack of the 60' Bulk                       | Paul Schrier     | Gilles Wheeler                   | 1996. február 10. |
| 151. | 6.  | Water You Thinking?"                         | Paul Schrier     | Jackie Marchand                  | 1996. február 12. |
| 152. | 7.  | Along Came a Spider                          | Robert Radler    | Buzz Alden & Charlotte Fullerton | 1996. február 13. |
| 153. | 8.  | Sowing the Seas of Evil                      | Robert Radler    | Stewart St. John                 | 1996. február 14. |
| 154. | 9.  | , 2.rész (Hogday Afternoon, Part I)          | Isaac Florentine | Shuki Levy & Shell Danielson     | 1996. február 15. |
| 155. | 10. | , 2.rész (Hogday Afternoon, Part II)         | Isaac Florentine | Shuki Levy & Shell Danielson     | 1996. február 17. |

## Fordítás
Ez a szócikk részben vagy egészben  a   Mighty Morphin Alien Rangers című angol Wikipédia-szócikk fordításán alapul.  Az eredeti cikk szerkesztőit annak laptörténete sorolja fel. Ez a jelzés csupán a megfogalmazás eredetét és a szerzői jogokat jelzi, nem szolgál a cikkben szereplő információk forrásmegjelöléseként.